# 埼玉県道・千葉県道19号越谷野田線

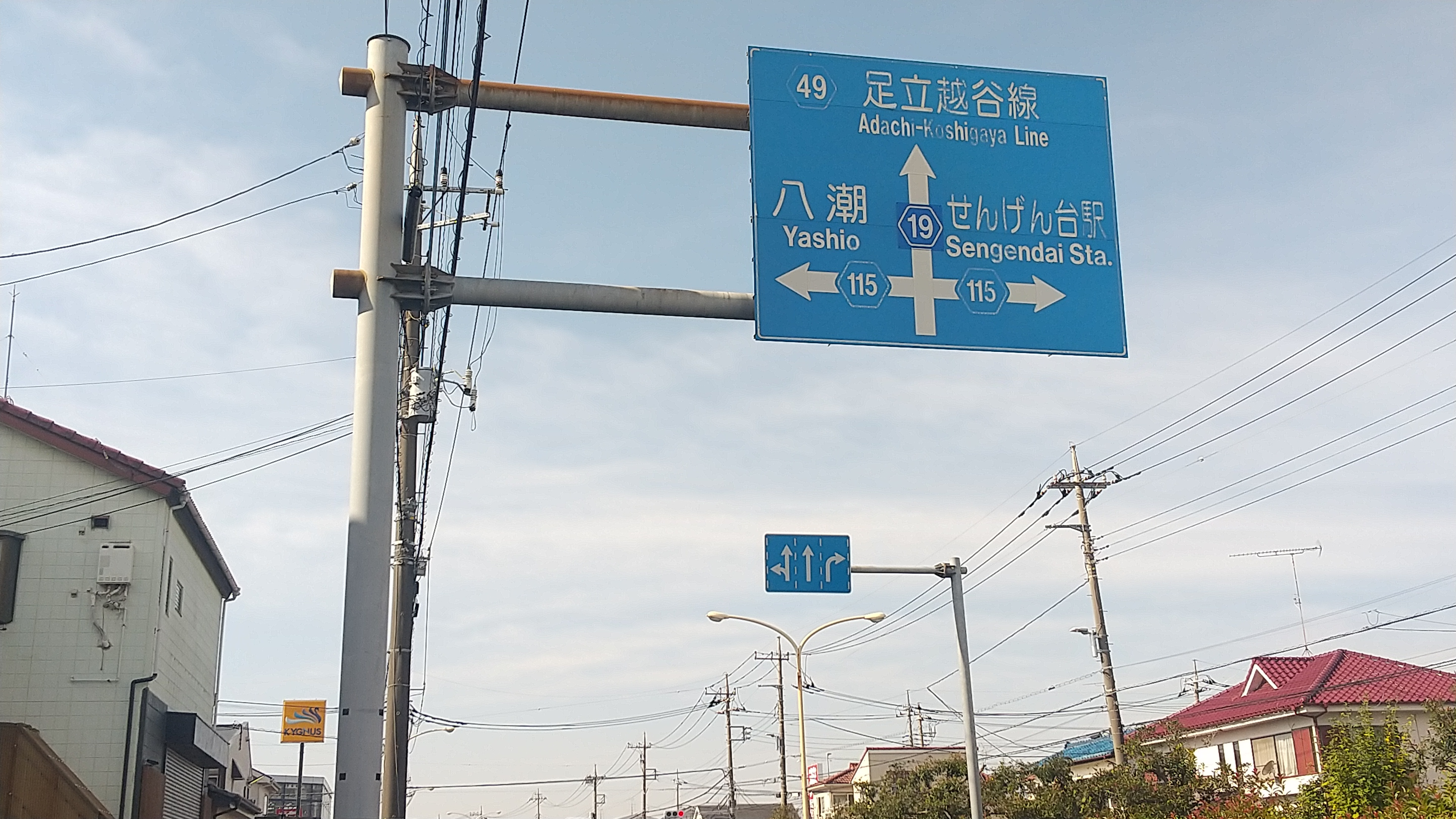
埼玉県道19号越谷野田線
越谷市弥栄町（2023年11月）

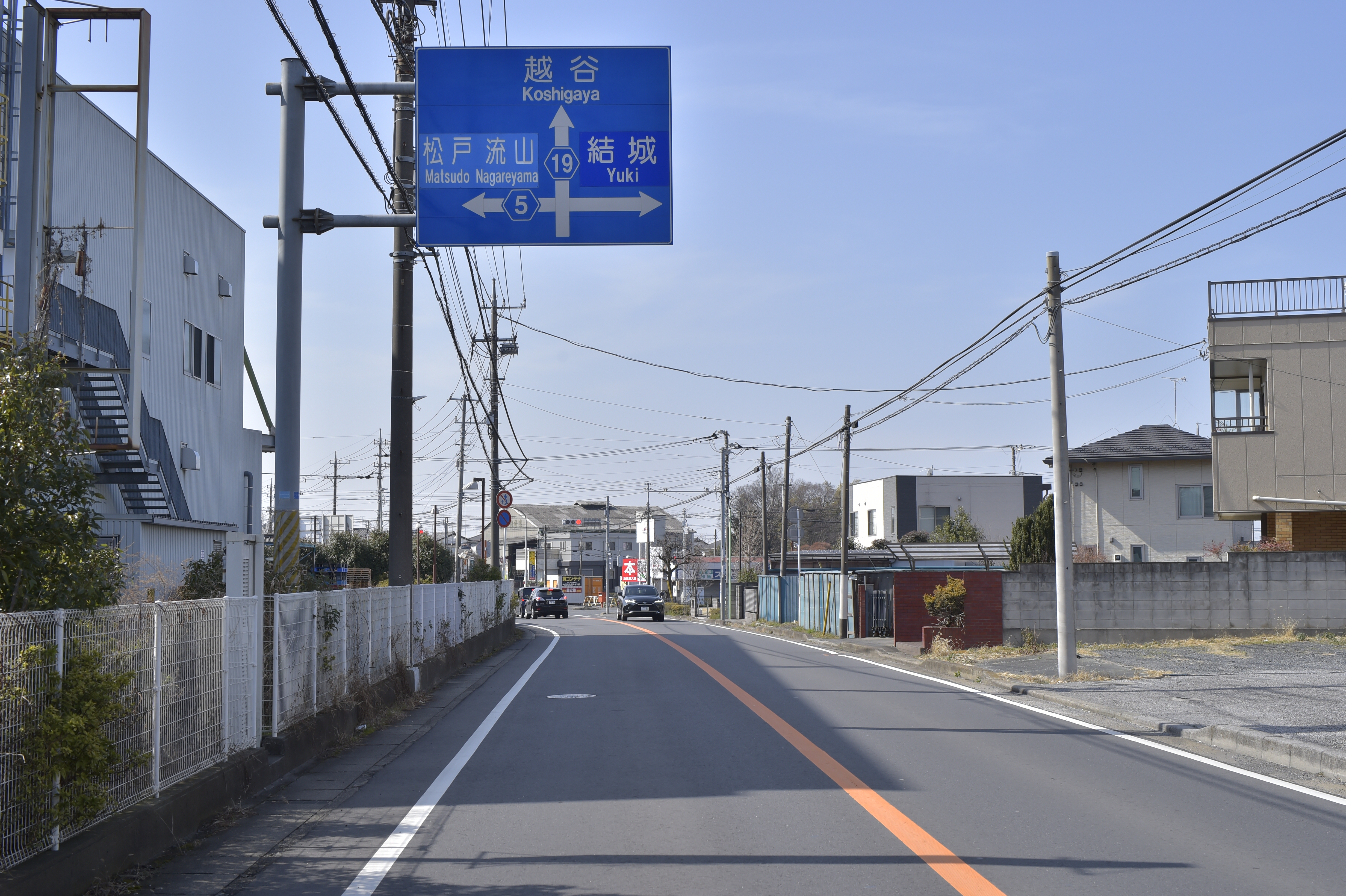
千葉県道19号越谷野田線
野田市中野台（2023年2月）

埼玉県道・千葉県道19号越谷野田線（さいたまけんどう・ちばけんどう19ごう こしがやのだせん）は、埼玉県越谷市から北葛飾郡松伏町を経て、千葉県野田市に至る県道（主要地方道）である。

## 概要
埼玉県越谷市北越谷の埼玉県道325号大野島越谷線との交点を起点とし、埼玉県北葛飾郡松伏町を経て、千葉県野田市の千葉県道17号結城野田線、千葉県道5号松戸野田線との交点である「野田市下町」交差点を終点とする主要地方道である。このまま直進すると千葉県道46号野田牛久線になる。なお、当路線の多くはかつて国道16号に指定されていた区間でもある。

### 路線データ
- 起点：埼玉県越谷市北越谷
- 終点：千葉県野田市野田「下町交差点」
- 総延長：1,831 メートル[要検証 – ノート]

## 歴史
- 1976年（昭和51年）3月31日 - 国道16号指定解除[要出典]。
- 1983年（昭和58年）4月1日 - 主要地方道の追加指定による整理により、主要地方道20号越谷野田線として認定される。
- 1993年（平成5年）5月11日 - 建設省から、県道越谷野田線が越谷野田線として主要地方道に指定される[2]。
- 1994年（平成6年）4月1日 - 本路線の整理番号を19に変更。
- 2022年（令和4年）4月1日 - 区域が変更され、埼玉県道49号との重複区間が解消された[3]。
- 2025年（令和7年）6月1日 - バイパスの一部区間（松伏町田島、田島（南）交差点 - 国道4号東埼玉道路、0.4 km）が開通する[4]。

## 地理

### 通過する自治体
- 埼玉県
  - 越谷市
  - 北葛飾郡松伏町
  - 吉川市
  - 北葛飾郡松伏町
- 千葉県
  - 野田市

### 交差する道路
| 交差する道路                                                 | 交差する道路                                  | 交差点名               | 所在地 | 所在地          | 所在地 |
| ------------------------------------------------------------ | --------------------------------------------- | ---------------------- | ------ | --------------- | ------ |
| 埼玉県道325号大野島越谷線                                    | 埼玉県道325号大野島越谷線                     |                        | 埼玉県 | 越谷市          | 北越谷 |
| 埼玉県道49号足立越谷線                                       | 埼玉県道49号足立越谷線                        | 栄進中学校入口         | 埼玉県 | 越谷市          | 大房   |
| 埼玉県道115号越谷八潮線                                      | 埼玉県道115号越谷八潮線                       | 東大沢３丁目           | 埼玉県 | 越谷市          | 東大沢 |
|                                                              | 埼玉県道102号平方東京線                       | 新方橋南               | 埼玉県 | 越谷市          | 増林   |
| 本線                                                         | （旧道）                                      | 新方橋南               | 埼玉県 | 越谷市          | 増林   |
| 埼玉県道102号平方東京線                                      |                                               |                        | 埼玉県 | 越谷市          | 増林   |
| 埼玉県道10号春日部松伏線                                     |                                               | 松伏                   | 埼玉県 | 北葛飾郡 松伏町 | 松伏   |
|                                                              | 埼玉県道67号葛飾吉川松伏線                    | 内前野                 | 埼玉県 | 北葛飾郡 松伏町 | 松伏   |
| 本線                                                         | 国道4号（東埼玉道路） 埼玉県道378号中井松伏線 | 田島（南）             | 埼玉県 | 北葛飾郡 松伏町 | 田島   |
| （旧道）                                                     | 本線                                          | 田島                   | 埼玉県 | 北葛飾郡 松伏町 | 田島   |
| （埼葛広域農道）                                             |                                               | 東埼玉テクノポリス入口 | 埼玉県 | 吉川市          | 上内川 |
| 埼玉県道42号松伏春日部関宿線 （埼玉県道80号野田岩槻線 重複） | 埼玉県道21号三郷松伏線                        | 野田橋                 | 埼玉県 | 北葛飾郡 松伏町 | 金杉   |
| 埼玉県道156号三郷幸手自転車道線                              |                                               |                        |        | 北葛飾郡 松伏町 | 金杉   |
| 千葉県道401号松戸野田関宿自転車道線                          | 千葉県道401号松戸野田関宿自転車道線           |                        | 千葉県 | 野田市          | 中野台 |
| 千葉県道3号つくば野田線                                      | -                                             | 野田橋下               | 千葉県 | 野田市          | 中野台 |
|                                                              | 千葉県道5号松戸野田線                         | 野田市中野台           | 千葉県 | 野田市          | 中野台 |
| 千葉県道17号結城野田線                                       | （流山街道）                                  | 野田市下町             | 千葉県 | 野田市          | 野田   |
| 千葉県道46号野田牛久線 野田市駅・国道16号方面                |                                               |                        |        |                 |        |

### 重複区間
- 埼玉県道・東京都道102号平方東京線（越谷市増林 地内）
- 千葉県道・埼玉県道80号野田岩槻線（埼玉県北葛飾郡松伏町・野田橋交差点 - 千葉県野田市・野田市下町交差点）

### 道路施設
- 野田橋（江戸川、埼玉県北葛飾郡松伏町 - 千葉県野田市）

### 沿線にある施設など
| 施設                               | 所在地 | 所在地 |
| ---------------------------------- | ------ | ------ |
| 越谷市立栄進中学校                 | 埼玉県 | 越谷市 |
| 越谷市立鷺後小学校                 | 埼玉県 | 越谷市 |
| キャンベルタウン野鳥の森・大吉公園 | 埼玉県 | 越谷市 |
| 松伏町役場                         | 埼玉県 | 松伏町 |
| 松伏町立松伏第二小学校             | 埼玉県 | 松伏町 |
| 吉川警察署松伏交番                 | 埼玉県 | 松伏町 |
| 松伏町保健センター                 | 埼玉県 | 松伏町 |
| 松伏郵便局                         | 埼玉県 | 松伏町 |
| ゆめみ野                           | 埼玉県 | 松伏町 |
| 東埼玉テクノポリス                 | 埼玉県 | 吉川市 |
| 野田警察署野田橋警察官連絡所       | 千葉県 | 野田市 |
| キッコーマン                       | 千葉県 | 野田市 |

## ギャラリー

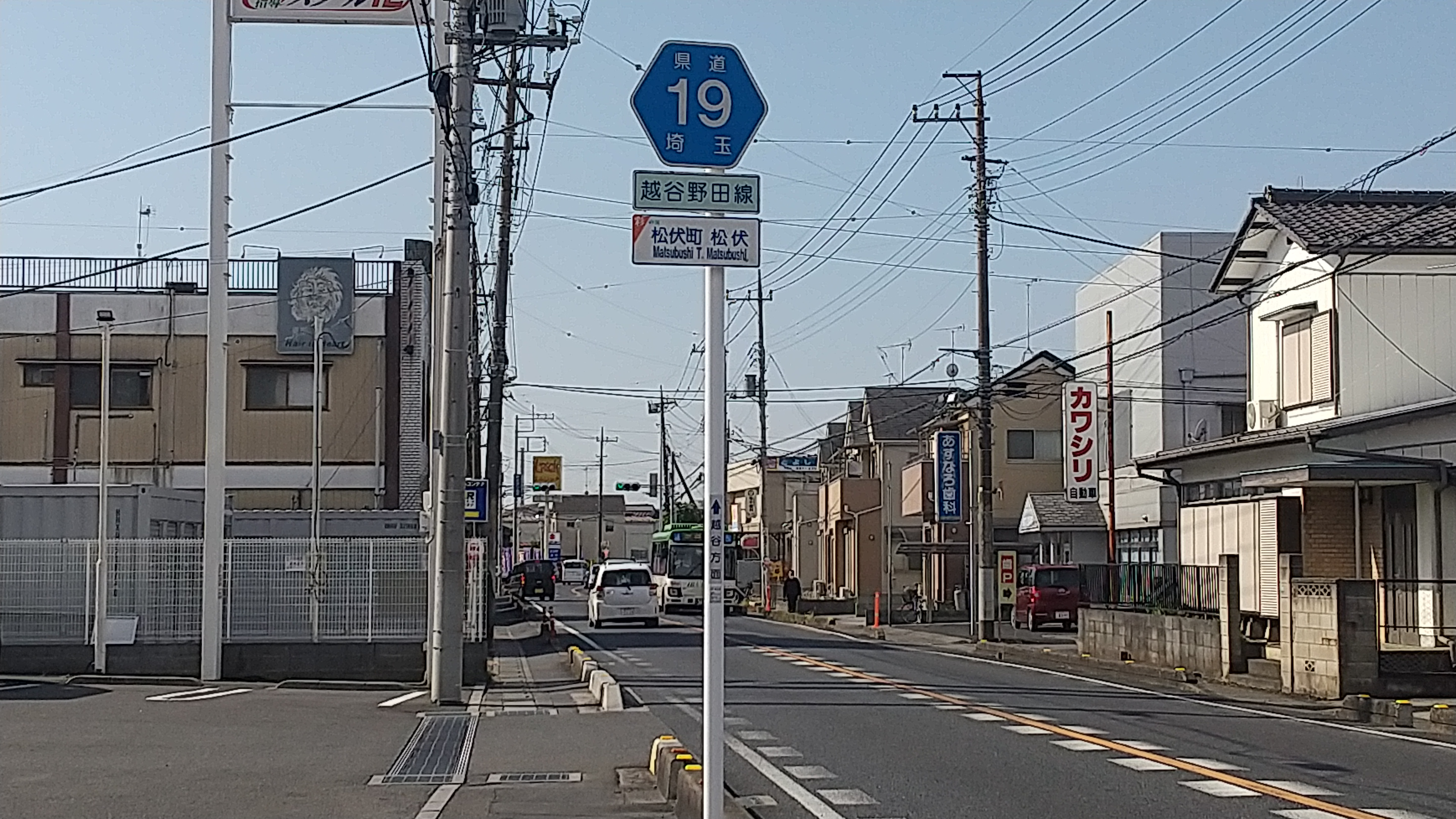
埼玉県松伏町松伏付近
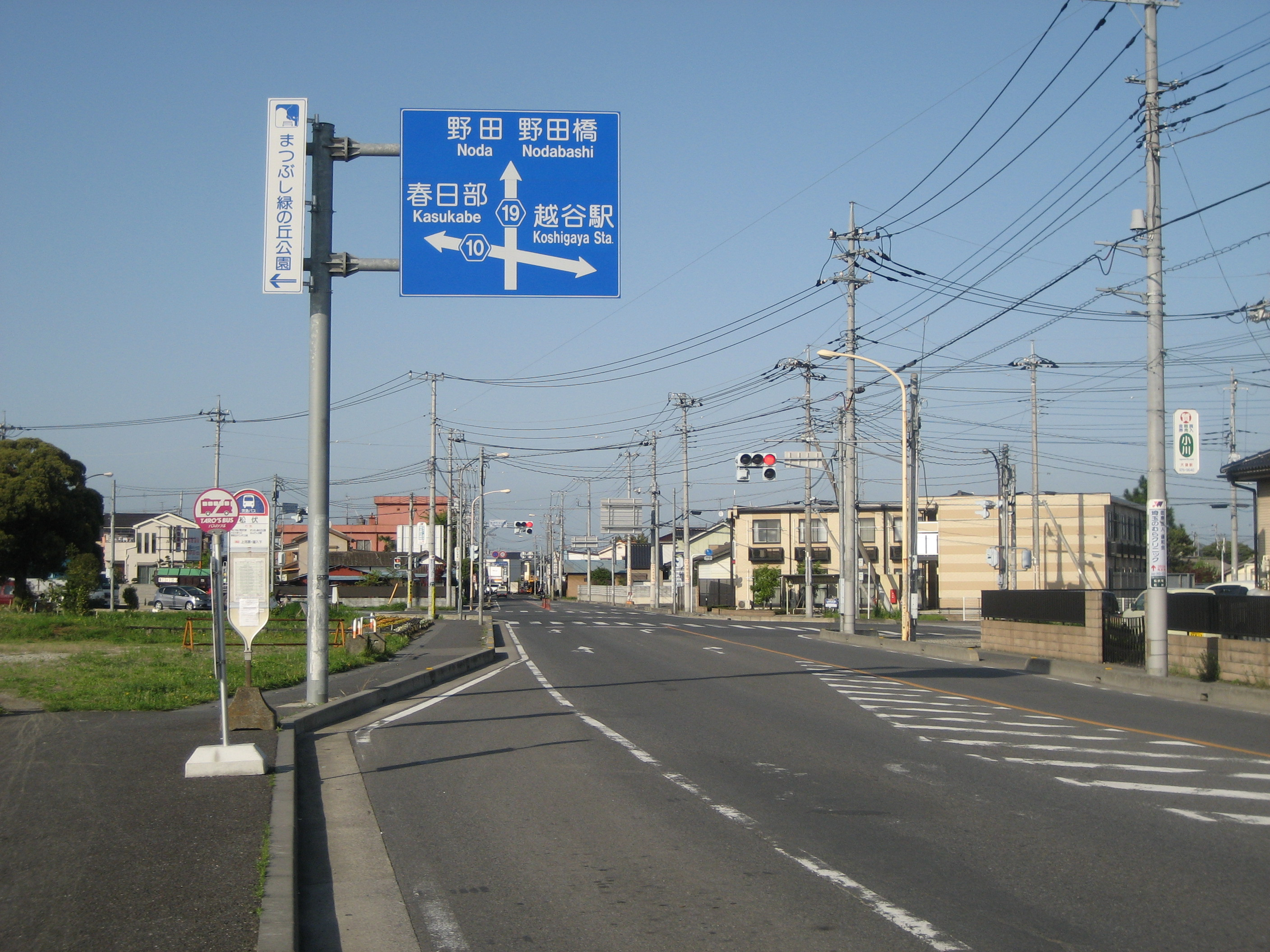
埼玉県松伏町内春日部松伏線との交差点手前
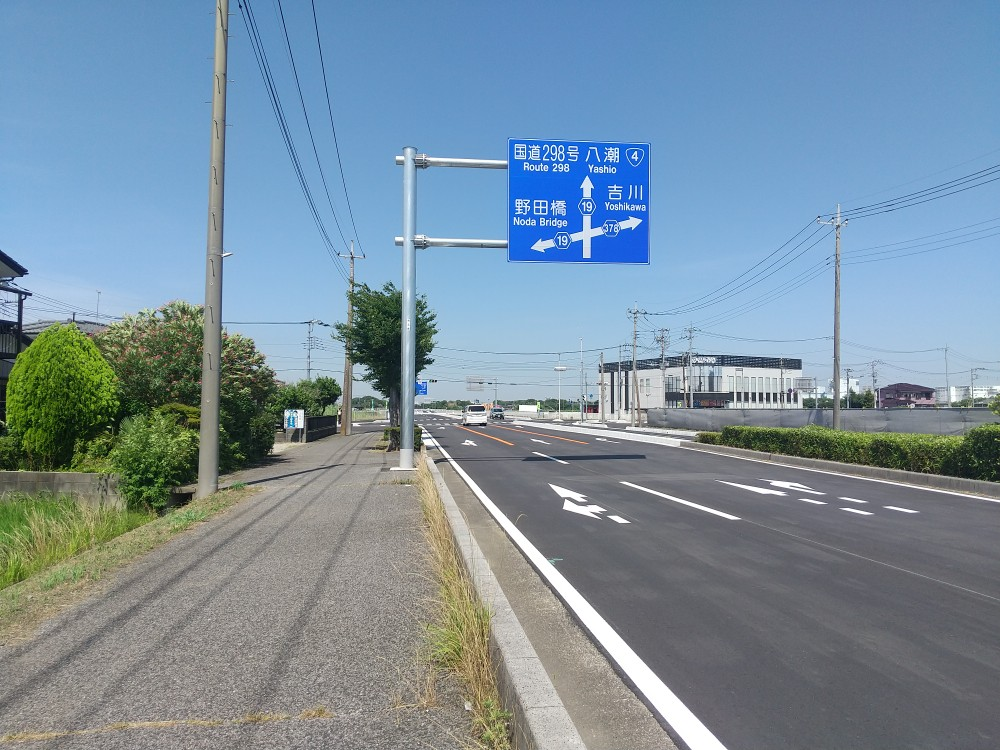
埼玉県松伏町田島南交差点付近
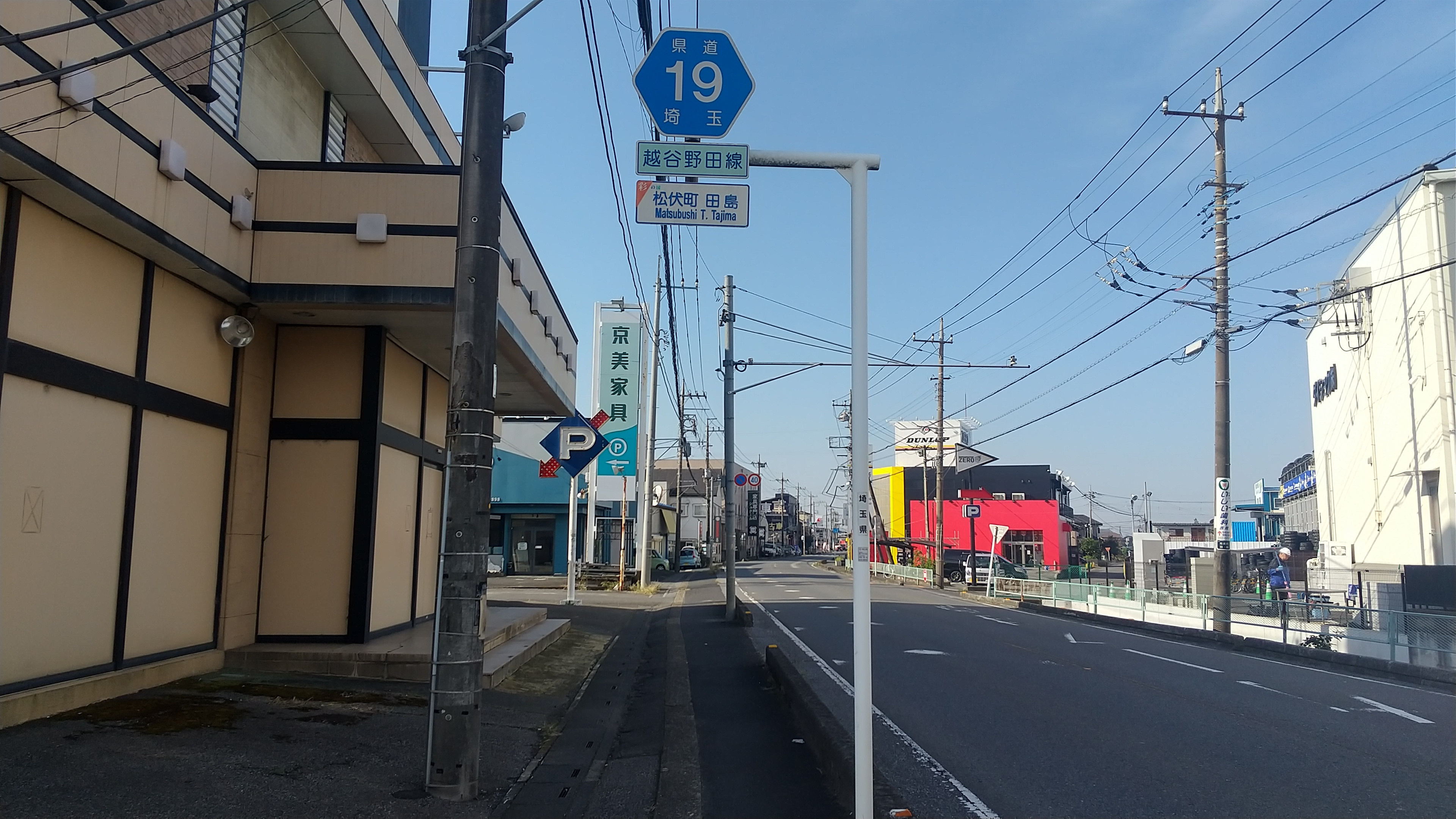
埼玉県松伏町田島付近
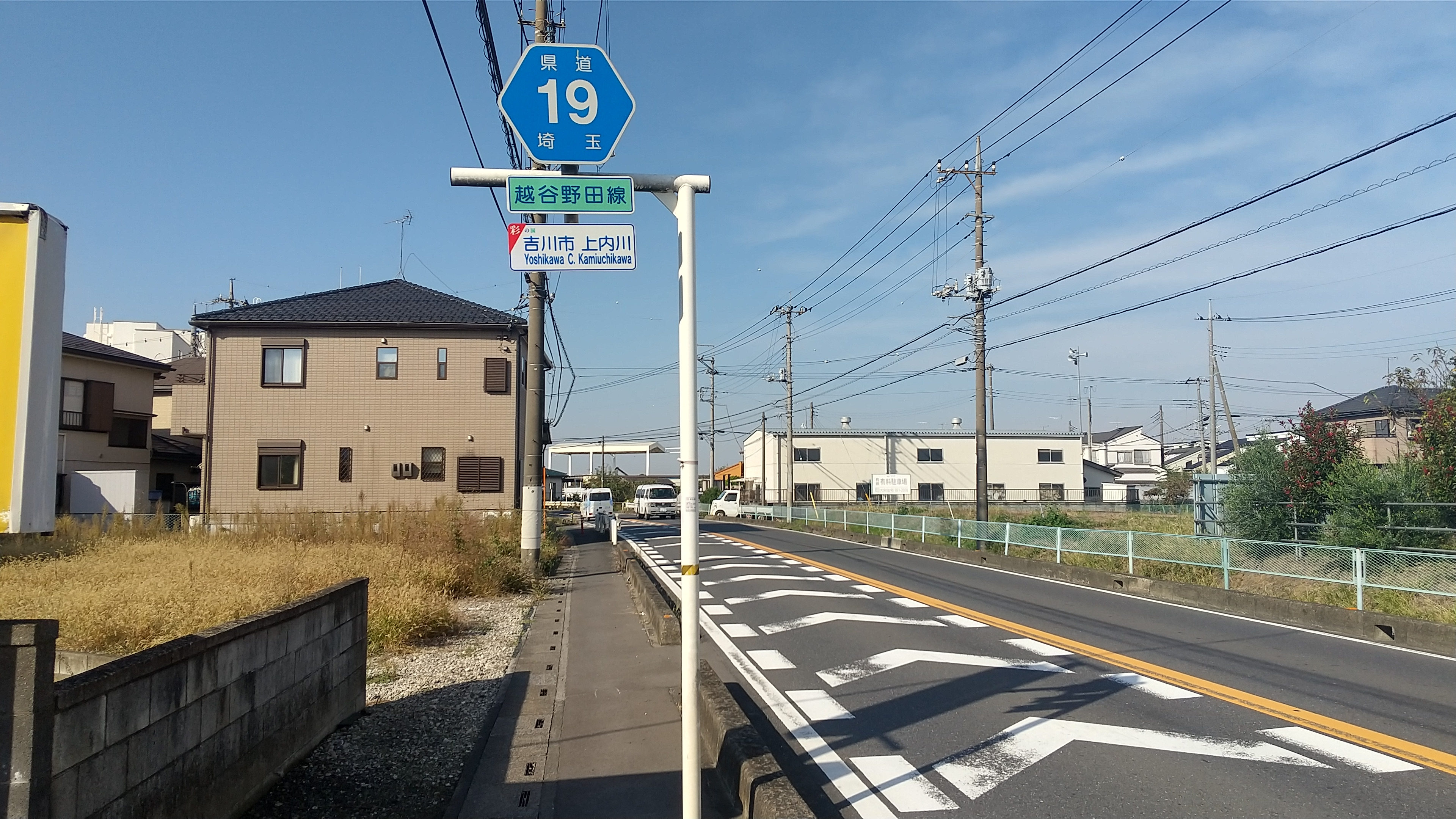
埼玉県吉川市上内川付近
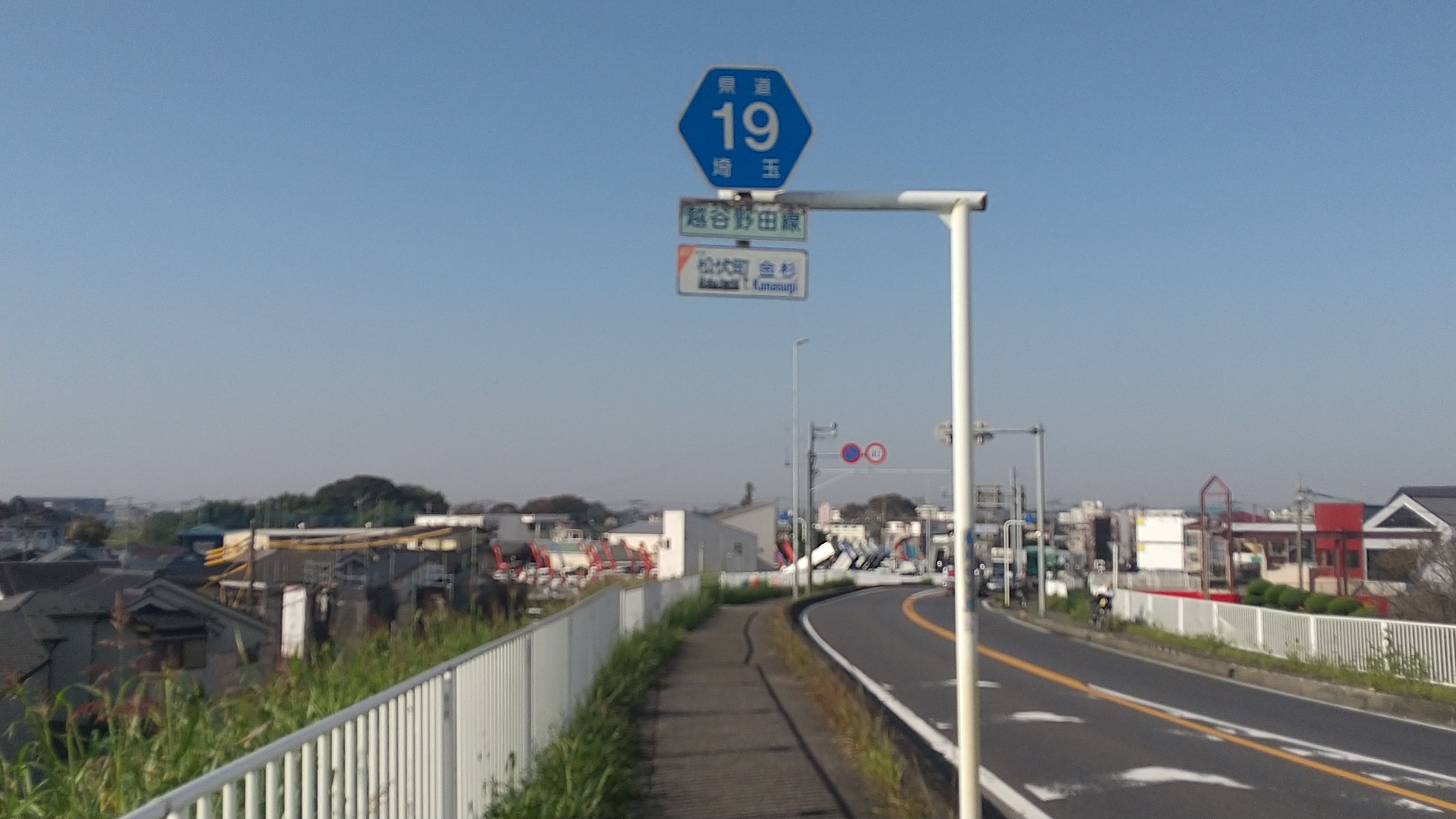
埼玉県松伏町金杉付近
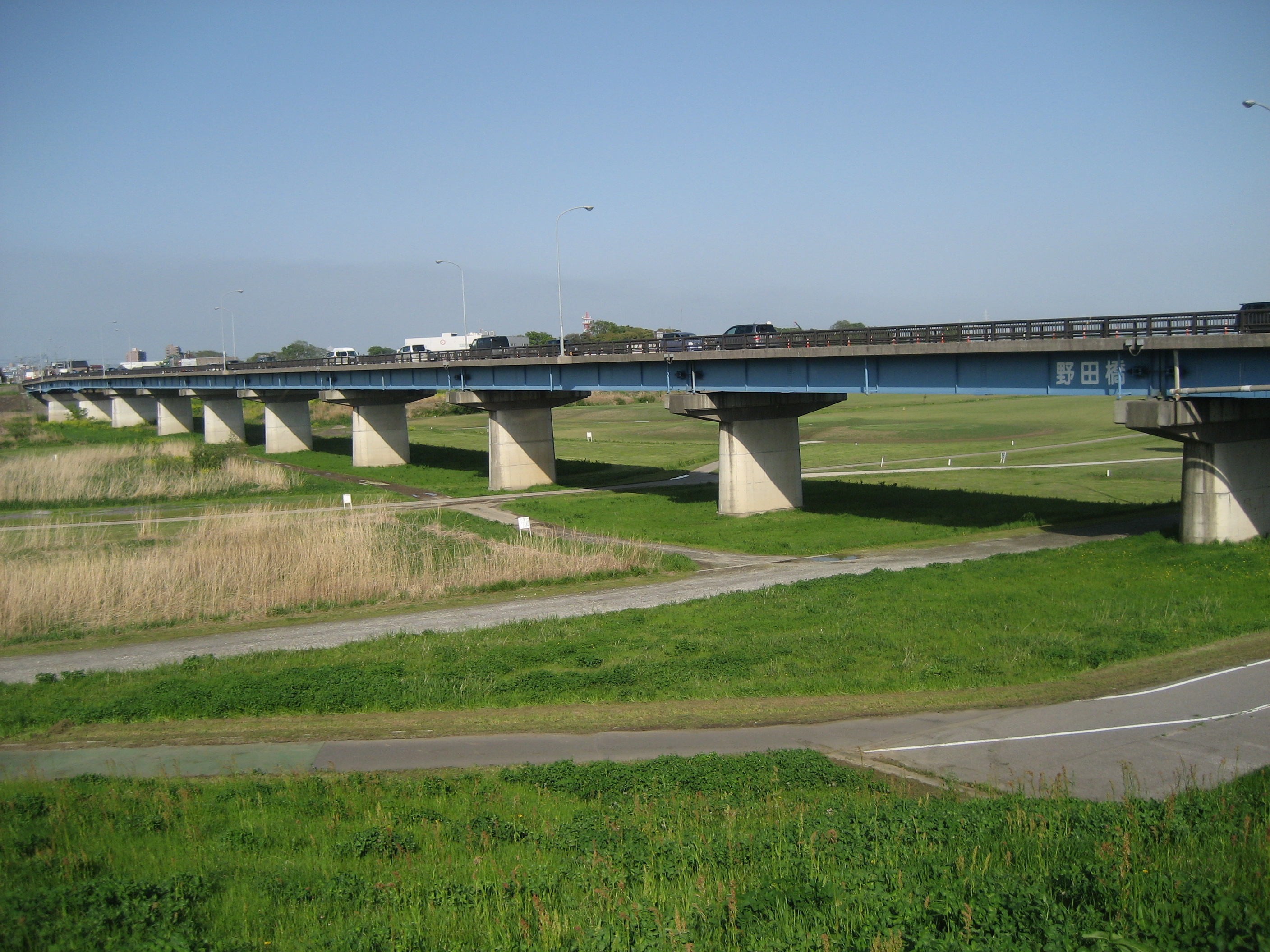
江戸川に架かる野田橋
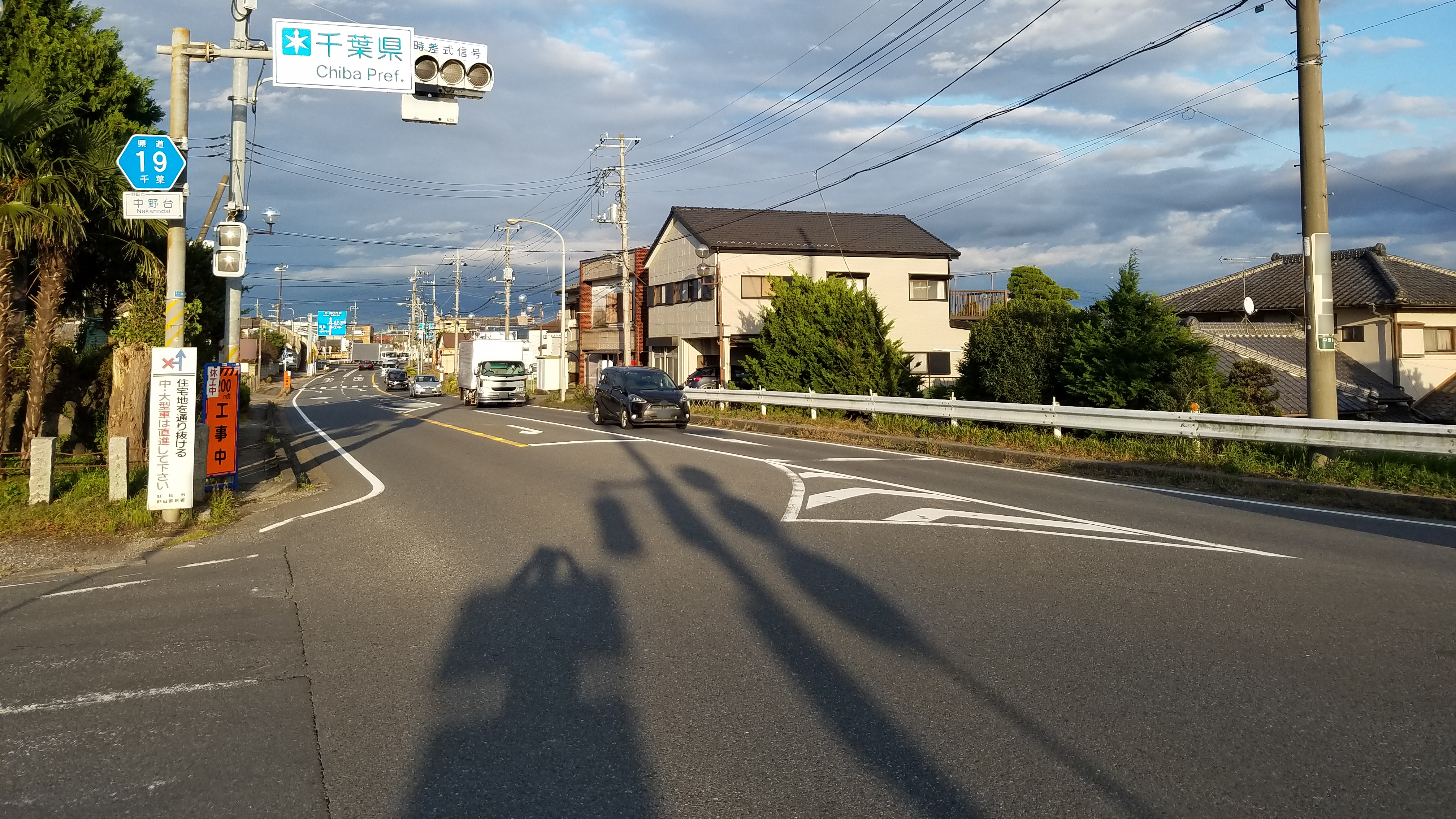
千葉県野田市中野台付近